# Müller Attila
Müller Attila Tamás (Mezőkövesd, 1981. április 18.) magyar színész, műsorvezető, modell, zenész.

## Élete
1995 óta tartja el magát. 1998-ban Franciaországban egy zenei fesztiválon zenélt. Szaxofonon játszik. 2000-ben Milánóban modellkedett. A Viva Tv-nél kezdődött televíziós pályafutása. 2003-tól 2005-ig a Szeress most! című televíziós sorozat egyik szereplője volt. 2004-ben az Újpesti Színházban játszott. 2007 júniusa óta a Cool TV, 2009 óta a Rise Fm műsorvezetője.

## Szerepei

### Színházi szerepei
- Wroblevszkij (A Karamazov testvérek)

### Film/Filmsorozat
- Barátok közt (2002)
- Szeress most! (2003–2005)
- Eichmann (2007)

### Tévéműsorok
- Vacsoracsata – résztvevő (2009. január 19-23.)[1]
- Vacsoracsata – résztvevő (2010. október 25-29.)[2]

## Műsorai
Szeress most!
- Cool Star – Kemény Bulvár
- Cool Live
- Vihar a biliben!
- Srácok – délutáni őrjöngés
- I love Balaton
- Cool Night Szilveszter (2009)

## Lemezei
- Time to pray (2010)
- Demo (2006)